# Monument (Nowy Meksyk)
Monument – jednostka osadnicza w Stanach Zjednoczonych, w stanie Nowy Meksyk, w hrabstwie Lea.